# Лозова (притока Бритаю)
Лозова́ — річка в Лозівській міській громаді Лозівського району Харківської області, ліва притока Бритаю (басейн Сіверського Дінця).

## Опис
Довжина 13 км, похил річки — 4,3 м/км. Формується з декількох безіменних струмків та водойм. Площа басейну 87,9 км².

## Розташування
Лозова бере початок на північно-східній околиці міста Лозова. Тече переважно на північний схід у межах сіл Катеринівка та Світловщина. На східній околиці села Веселе впадає в річку Бритай, праву притоку Береки.

## Притоки
- Балка Водяна - ліва притока, бере початок на північно-східній околиці селища Лиманівка, тече спочатку на схід потім на південний схід і впадає в Лозову на північно-західній околиці села Катеринівка[1]
- Балка Злодійка - ліва притока